# Alf Lindbom
Adolf "Alf" Fredrik Lindbom, född 5 februari 1908 i Göteborg, död 23 februari 1987 i Höganäs, var en svensk kammarmusiker och målare.
Han var son till expeditionsförmannen Adolf Lindbom och Ester Hult och från 1941 gift med Britt Melbon Andersén. Lindbom studerade konst vid Académie de la Grande Chaumière i Paris samt under studieresor till Nederländerna, Danmark och Norge. Han medverkade i ett flertal samlingsutställningar med Helsingborgs konstförening, Skånes konstförening och med Kullakonst i Höganäs. Hans konst består av stilleben, figurer och landskapsmålningar ofta med vinterskrud. Lindbom är representerad vid Institut Tessin i Paris.